# Japan Meteorological Agency
Japan Meteorological Agency (jap. 気象庁 Kishō-chō) (JMA) – japońska, rządowa agencja meteorologiczna podlegająca Ministerstwu Ziemi (w sensie terytorium państwa), Infrastruktury, Transportu i Turystyki. Odpowiedzialna jest za zbieranie i podawanie do wiadomości publicznej w Japonii wyników, które są uzyskiwane z danych opartych na dziennej obserwacji i badaniach naukowych związanych ze zjawiskami naturalnymi w obszarze m.in. meteorologii, hydrologii, sejsmologii oraz wulkanologii. Siedziba JMA znajduje się w tokijskiej dzielnicy Minato.
Japońska Agencja Meteorologiczna jest odpowiedzialna głównie za ogólnokrajowe publikacje ostrzeżeń systemu wczesnego ostrzegania przed trzęsieniami ziemi (EEW). 
JMA jest jednym z regionalnych, specjalistycznych ośrodków meteorologicznych Światowej Organizacji Meteorologicznej (WMO). Jego zadaniem jest m.in. analiza i prognozowanie tropikalnych cyklonów (tajfunów) w zachodniej części północnego Pacyfiku oraz na Morzu Południowochińskim (0º–60ºN, 100º–180ºE).

## Historia
- 26 sierpnia 1872: uruchomiono pierwszą w Japonii stację meteorologiczną w Hakodate na Hokkaido. Była ona zalążkiem obecnej stacji meteorologicznej Hakodate (jap. 函館海洋気象台 Hakodate Kaiyō Kishō-dai)[3];
- czerwiec 1875: powstało Tokijskie Obserwatorium Meteorologiczne (jap. 東京気象台 Tōkyō Kishō-dai) w ramach Biura Geografii ówczesnego Ministerstwa Spraw Wewnętrznych (内務省地理寮量地課 Naimu-shō Chiri-ryō Ryōchi-ka)[3][7];
- 1887: nazwę Tokijskiego Obserwatorium Meteorologicznego zmieniono na Centralne Obserwatorium Meteorologiczne (jap. 中央気象台 Chūō Kishō-dai) (CMO)[8];
- 1895: obserwatorium zaczęło podlegać Ministerstwu Edukacji (jap. 文部省 Monbu-shō)[8];
- 1923: główne biuro przeniesiono do Motoe-machi, Kōjimachi-ku (później Takehira-chō 1), które znajdowało się w pobliżu fosy okalającej tokijski Pałac Cesarski[9];
- 1943: Ministerstwo Transportu i Telekomunikacji objęło kontrolę nad CMO[8];
- 1945: nadzór nad obserwatorium przejęło Ministerstwo Transportu (jap. 運輸省 Un’yu-shō)[8];
- 1956: Centralne Obserwatorium Meteorologiczne przemianowano na Japan Meteorological Agency (jap. 気象庁 Kishō-chō) jako agencję Ministerstwa Transportu[8];
- 1964: główna siedziba została przeniesiona do budynku w Ōtemachi, Chiyoda-ku;
- 2001: Ministerstwo Ziemi, Infrastruktury, Transportu i Turystyki (jap. 国土交通省 Kokudo-kōtsū-shō) przejęło JMA w ramach reformy rządowej[8].
- 2020: główna siedziba została przeniesiona do budynku w dzielnicy Minato.